# Trupanea viciniformis
Trupanea viciniformis is een vliegensoort uit de familie van de boorvliegen (Tephritidae). De wetenschappelijke naam van de soort is voor het eerst geldig gepubliceerd in 1987 door Foote.